# 엄승민
엄승민(2003년 5월 2일 ~ )은 대한민국의 축구 선수이다. 포지션은 공격수이다. 현재 K1 전북현대 소속이다.